# Pseudothyridium jeanneae
Pseudothyridium jeanneae är en skalbaggsart som beskrevs av Soula 2002. Pseudothyridium jeanneae ingår i släktet Pseudothyridium och familjen Rutelidae. Inga underarter finns listade i Catalogue of Life.